# OpenSolaris
OpenSolaris était un projet de système d'exploitation libre commandité par Sun Microsystems. Il reposait sur une partie du code source de Solaris dont il conservait le noyau, le support réseau, les bibliothèques et les commandes.
À la suite de son acquisition de Sun Microsystems, le 13 août 2010, Oracle Corporation a abandonné le projet,.
La fondation illumos a été créée pour poursuivre les développements du noyau. Dans le cadre de cette fondation, le projet OpenIndiana se propose de poursuivre les travaux réalisés par OpenSolaris.

## Principe de départ
Le principe de départ visait à réunir une communauté de développeurs Sun et non-Sun afin de créer et tester des outils, destinés à être déployés dans les futures versions de Solaris. Des exemples de projets :
- ZFS
- Solaris WiFi
- SFW Nevada (pour Solaris 11)
- OpenGrok
- FUSE

## Critique
La licence utilisée était la CDDL 1.0, proche de la MPL. Cette licence est libre au sens de la FSF, mais incompatible avec la GPL, ce qui a amené la Fondation à la déconseiller. Elle est considérée comme open source par l'OSI.

## Les différentes versions

### Le cadre: le projetIndiana
Le projet Indiana, mené notamment par Ian Murdock, fondateur de la distribution Linux Debian, visait à créer une distribution binaire d’OpenSolaris, intégrant tous les projets qui gravitaient autour de celui-ci (y compris la modernisation de l’interface utilisateur ou encore l’incorporation d’un système de mises à jour par le réseau similaire à ceux mis au point par les différentes distributions Linux).
Le projet Indiana visait à fournir des livraisons d'OpenSolaris OS sous forme d'ISO à graver sur un CD-ROM. Le dispositif permettait de découvrir facilement OpenSolaris à partir d'un Live CD puis, de procéder éventuellement à son installation, à l'image de ce que proposent de nombreuses distributions Linux.
Les livraisons se sont succédé  selon un cycle semestriel.

### La conduite du projet
Le projet a connu deux phases majeures:
La première phase s'est caractérisée par la coexistence de différentes versions:
- Solaris Express : version qui permettait aux utilisateurs de tester les toutes dernières technologies mises en œuvre, non intégrées dans le code source fourni au projet OpenSolaris.
- Pour les développeurs, Solaris Express Community Release : version disponible pour les développeurs afin de tester les toutes dernières technologies non encore intégrées au sein d'OpenSolaris. Le code source pouvait être compilé pour créer des versions spécifiques. Nom de code Nevada, cette version[9] était disponible toutes les deux semaines.
- OpenSolaris : la base pour le développement de Solaris, s'appuyant sur divers projets de consolidation du système. Un suivi des projets était réalisé et une feuille de route indiquait les évolutions majeures attendues[10] du site officiel. Cette base ne permettait pas d'amorcer le système entier depuis une compilation. Les développeurs devaient donc télécharger les distributions (Solaris Express Nevada ou des distributions dérivées telles que NexentaOS et BeleniX, compiler les sources et installer la base OpenSolaris.

A une périodicité bi annuelle, une distribution OpenSolaris était publiée sous forme de liveCD à partir des développements réalisés; cette distribution comprenait un environnement de bureau GNOME, les utilitaires GNU, un gestionnaire de paquets IPS, ZFS, etc ... .
La seconde phase, à partir d'octobre 2009, a conduit à rationaliser les différents développements pour les intégrer dans une souche unique: OpenSolaris. Cette souche complète, comprenant un environnement de bureau et des utilitaires, était alors proposée:
- en versions stables (OpenSolaris 2008.10, 2009.06),disponibles sur www.opensolaris.com,

- en versions de développement, publiées à une fréquence bimensuelle (approximativement), intégrant les versions en développement d'ON (le système d'exploitation). Les versions étaient disponibles sur . Différents projets étaient consolidés dans les versions en développement, dont (extraits): Glassfish Application Server, Documentation, Globalization Support (G11N)'internationalization and localization' support, Java Desktop (JDS), Open High Availability Cluster, X Window System (X11).

La dernière version stable attendue devait être publiée en juin 2010.

## La fin du projet
La société Oracle Corporation, après avoir acheté Sun, a fait connaître sa politique pour OpenSolaris, par un courrier interne à destination des développeurs de la société.
Les éléments principaux suivent:
- maintien de la licence CDDL pour le code source de Solaris, avec maintien de portions de code « propriétaire » par ailleurs ;
- arrêt de la mise à disposition au fil de l'eau du code source (comme c'était le cas pour OpenSolaris) ;
- mise en œuvre de programmes technology partner program au travers du réseau de la société (Oracle Technology Network). Les partenariats seront la base du développement de Solaris ;
- poursuite des contributions aux développements Open Source dans des domaines spécifiques en fonction des objectifs assignés à Solaris (sont cités : Gnome, X11, IPS — le gestionnaire de paquetages —, Apache, OpenSSL, Perl) ;
- diffusion de la documentation technique et des éléments associés au code source au travers du réseau Oracle Technology Network (vers des partenaires spécifiques). Plus d'annonce par avance des évolutions techniques recherchées ;
- diffusion de versions binaires Solaris (la prochaine sera Solaris 11) et diffusion des sources à l'issue (mais pas de diffusion au fil de l'eau, comme indiqué précédemment).

Oracle a par ailleurs reconsidéré les licences initialement mises en œuvre par Sun.
La politique ainsi tracée a conduit de facto à l'arrêt du projet OpenSolaris.  Un « fork » s'est constitué, pour poursuivre les développements en Open Source à partir du système ON : illumos.
L'organe de gouvernance d'OpenSolaris (OpenSolaris Governing Board) a annoncé sa dissolution le 23 août 2010.

## Les Distributions OpenSolaris
- OpenIndiana, live DVD, versions serveur et poste de travail,
- BeleniX, live CD
- Napp-it
- MarTux, live CD/DVD
- Nexenta
- NexentaStor
- Schillix, live CD
- MilaX, live CD/Live USB
- Jaris, live DVD et aussi en version installable.
- StormOS
- OSUNIX
- AuroraUX

## Système minimum requis
Les ordinateurs à base des architectures de processeurs suivantes sont susceptibles de faire tourner OpenSolaris : SPARC, x86 et x64.